# Laàs
Laàs település Franciaországban, Pyrénées-Atlantiques megyében. Lakosainak száma 138 fő (2022. január 1.). Laàs Andrein, Barraute-Camu, Montfort, Narp és Orriule községekkel határos.

## Népesség
A település népességének változása:
| Lakosok száma | 125  | 131  | 137  | 136  | 137  | 139  | 139  | 138  | 138  |
|               | 2013 | 2015 | 2016 | 2017 | 2018 | 2019 | 2020 | 2021 | 2022 |